# 서울송천초등학교
서울송천초등학교(松泉初等學校)는 대한민국 서울특별시 강북구 미아동에 있는 공립 초등학교이다.

## 학교 연혁
- 1967년 4월 19일: 개교
- 1996년 3월 1일: 서울송천초등학교로 교명 개칭
- 2027년 4월 19일: 개교 60주년

## 참고 자료
- 서울송천초등학교 - 한국교육학술정보원 학교알리미